# 德揚·格奧爾基耶夫斯基
德揚·格奧爾基耶夫斯基（Dejan Georgievski，1999年5月8日—），北馬其頓跆拳道運動員，他代表北馬其頓隊參加了日本舉行的2020年夏季奧林匹克運動會，並且在男子80公斤以上級比賽上獲得銀牌。